# روك يور بادي
«روك يور بادي» (بالإنجليزية: Rock Your Body)‏ هي ثالث أغنية منفردة للمغني الأمريكي جاستن تمبرليك من أول ألبوم إستوديو له جاستيفيد. كتبها جاستن تمبرليك، وتشاد هوغو، وفاريل ويليماز. وأنتجها فريق الإنتاج (بالإنجليزية: The Neptunes)‏. كان من المفترض أن يتم عرض تلك الأغنية في ألبوم مايكل جاكسون العاشر إنفنسبل (2001)؛ إلا أن جاكسون قدمها لتمبرليك في ألبومه الأول. وهي أغنية آب تيمبو، وديسكو أخدود، وسول تأثر فيها تمبرليك بكل من مايكل جاكسون، وستيفي وندر. وصلت الأغنية إلي القمة في لائحة الأغاني المنفردة الأسترالية، وحصلت علي رقم اثنان في تصنيف المملكة المتحدة للأغاني المنفردة، ورقم خمسة في بيلبورد هوت 100 الأمريكية، ووُسمت بالذهب بواسطة رابطة صناعة التسجيلات الأمريكية لمبيعات 500000 نسخة.

## وصلات خارجية
- الفيديو الموسيقى على يوتيوب
- كلمات الأغنية الكاملة على مترولايركس